# Меттью Ліллард
Меттью Лін Ліллард (англ. Matthew Lyn Lillard; нар. 24 січня 1970) — американський актор і продюсер. Популярність здобув за такими фільмами, як «Хакери», «Крик», «Скубі-Ду».

## Біографія
Меттью Ліллард народився 24 січня 1970 року в Лансинзі, штат Мічиган і виріс у Каліфорнії. Закінчив Американську академію драматичного мистецтва в Пасадені, Каліфорнія. 1991 року був найнятий як статист в серіал «Ghoulies». 1994 року знявся у фільмі «Serial Mom». 1995 року отримав одну з головних ролей у фільмі «Хакери». 1996 року зіграв одного з персонажів фільму жахів «Крик». Після цього зіграв низку головних ролей в інших фільмах. Хоча більшість його робіт має комедійний характер, Ліллард також грав драматичні ролі. 2002 року був обраний на роль Норвілла «Шеґґі» Роджерса у фільмі «Скубі-Ду», яку виконав також у сиквелі «Скубі-Ду 2: Монстри на волі». З 2010 року став постійним голосом Норвілла «Шеґґі» Роджерса в мультфільмах.

## Приватне життя
У 2000 році Ліллард одружився з Гізер Гелм. У шлюбі народилося троє дітей: Еддісон Грейс (13 червня 2002), Мейсі Лін (19 жовтня 2004) і Ліам (квітень 2008).

## Фільмографія
| Рік   |    | Українська назва                                                   | Оригінальна назва                                                  | Роль                                  |
| ----- | -- | ------------------------------------------------------------------ | ------------------------------------------------------------------ | ------------------------------------- |
| 1994  | ф  | Serial Mom                                                         | Serial Mom                                                         |                                       |
| 1995  | ф  | Хакери                                                             | Hackers                                                            | Еммануель «Cereal Killer» Голдстейн   |
| 1995  | ф  | Шалене кохання                                                     | Mad Love                                                           |                                       |
| 1995  | ф  | Animal Room                                                        | Animal Room                                                        |                                       |
| 1996  | тф | Якби стіни могли говорити                                          | If These Walls Could Talk                                          | (епізод)                              |
| 1996  | ф  | Крик                                                               | Scream                                                             | Стюарт Мейхер                         |
| 1997  | ф  | Крик 2                                                             | Scream 2                                                           | (епізод)                              |
| 1998  | ф  | Без відчуттів                                                      | Senseless                                                          | Тім ЛеФлор                            |
| 1998  | ф  | Without Limits                                                     | Without Limits                                                     |                                       |
| 1998  | ф  | The Curve                                                          | The Curve                                                          |                                       |
| 1998  | ф  | Панк із Солт-Лейк-Сіті                                             | SLC Punk!                                                          |                                       |
| 1998  | ф  | Telling You                                                        | Telling You                                                        |                                       |
| 1999  | ф  | Командир ескадрильї                                                | Wing Commander                                                     | лейтенант Тодд Маршалл                |
| 1999  | ф  | Це все вона                                                        | She's All That                                                     | Брок                                  |
| 2000  | ф  | Love's Labour's Lost                                               | Love's Labour's Lost                                               |                                       |
| 2000  | ф  | Dish Dogs                                                          | Dish Dogs                                                          |                                       |
| 2001  | ф  | Тринадцять привидів                                                | Thirteen Ghosts                                                    | Денніс Рафкін                         |
| 2001  | ф  | Літні ігри                                                         | Summer Catch                                                       |                                       |
| 2001  | ф  | Finder's Fee                                                       | Finder's Fee                                                       |                                       |
| 2002  | ф  | Скубі-Ду                                                           | Scooby-Doo                                                         | Норвілл «Шеґґі» Роджерс               |
| 2003  | ф  | Луні Тюнз: Знову в дії                                             | Looney Tunes: Back in Action                                       | камео                                 |
| 2004  | ф  | Скубі-Ду 2: Монстри на волі                                        | Scooby-Doo 2: Monsters Unleashed                                   | Норвілл «Шеґґі» Роджерс               |
| 2004  | ф  | Одержимість                                                        | Wicker Park                                                        | Люк Стенфорд                          |
| 2004  | ф  | The Perfect Score                                                  | The Perfect Score                                                  |                                       |
| 2004  | ф  | Троє в каное                                                       | Without a Paddle                                                   |                                       |
| 2005  | мф | Карас                                                              | Karas (anime)                                                      | Еко (озвучування)                     |
| 2006  | ф  | The Groomsmen                                                      | The Groomsmen                                                      |                                       |
| 2007  | ф  | В ім'я короля: Історія облоги підземелля                           | In the Name of the King                                            | Дюк Фоллов                            |
| 2009  | ф  | У коханні дозволено все                                            | All's Faire in Love                                                | Крокетт                               |
| 2009  | ф  | Messages Deleted                                                   | Messages Deleted                                                   |                                       |
| 2010  | мф | Scooby-Doo! Abracadabra-Doo                                        | Scooby-Doo! Abracadabra-Doo                                        | Норвілл «Шеґґі» Роджерс (озвучування) |
| 2010  | мф | Scooby-Doo! Camp Scare                                             | Scooby-Doo! Camp Scare                                             | Норвілл «Шеґґі» Роджерс (озвучування) |
| —2010 | с  | Доктор Хаус                                                        | House                                                              | Джек (серія «Більше ніж життя»)       |
| 2011  | мф | Скубі-Ду! Легенда про Фантозавра                                   | Scooby-Doo! Legend of the Phantosaur                               | Норвілл «Шеґґі» Роджерс (озвучування) |
| 2011  | ф  | Нащадки                                                            | The Descendants                                                    | Браян Спір                            |
| 2011  | ф  | The Pool Boys                                                      | The Pool Boys                                                      |                                       |
| 2012  | ф  | Кручений м'яч                                                      | Trouble with the Curve                                             | Філіп Сандерсон                       |
| 2012  | мф | Big Top Scooby-Doo!                                                | Big Top Scooby-Doo!                                                | Норвілл «Шеґґі» Роджерс (озвучування) |
| 2012  | ф  | Scooby-Doo! Music of the Vampire                                   | Scooby-Doo! Music of the Vampire                                   | Норвілл «Шеґґі» Роджерс (озвучування) |
| 2013  | ф  | Return to Nim's Island                                             | Return to Nim's Island                                             |                                       |
| 2013  | мф | Scooby-Doo! Mask of the Blue Falcon                                | Scooby-Doo! Mask of the Blue Falcon                                | Норвілл «Шеґґі» Роджерс (озвучування) |
| 2013  | мф | Scooby-Doo! Adventures: The Mystery Map                            | Scooby-Doo! Adventures: The Mystery Map                            | Норвілл «Шеґґі» Роджерс (озвучування) |
| 2013  | ф  | Return to Nim's Island                                             | Return to Nim's Island                                             |                                       |
| —2014 | с  | Зупинись і гори                                                    | Halt and Catch Fire                                                | Кен Діболд                            |
| 2014  | мф | Scooby-Doo! WrestleMania Mystery                                   | Scooby-Doo! WrestleMania Mystery                                   | Норвілл «Шеґґі» Роджерс (озвучування) |
| 2014  | мф | Scooby-Doo! Frankencreepy                                          | Scooby-Doo! Frankencreepy                                          | Норвілл «Шеґґі» Роджерс (озвучування) |
| 2015  | мф | Scooby-Doo! Moon Monster Madness                                   | Scooby-Doo! Moon Monster Madness                                   | Норвілл «Шеґґі» Роджерс (озвучування) |
| 2015  | мф | Scooby-Doo! and Kiss: Rock and Roll Mystery                        | Scooby-Doo! and Kiss: Rock and Roll Mystery                        | Норвілл «Шеґґі» Роджерс (озвучування) |
| 2016  | мф | Lego Scooby-Doo! Haunted Hollywood                                 | Lego Scooby-Doo! Haunted Hollywood                                 | Норвілл «Шеґґі» Роджерс (озвучування) |
| 2016  | мф | Scooby-Doo! and WWE: Curse of the Speed Demon                      | Scooby-Doo! and WWE: Curse of the Speed Demon                      | Норвілл «Шеґґі» Роджерс (озвучування) |
| 2017  | мф | Scooby-Doo! Shaggy's Showdown                                      | Scooby-Doo! Shaggy's Showdown                                      | Норвілл «Шеґґі» Роджерс (озвучування) |
| 2017  | с  | Твін Пікс: Повернення                                              | Twin Peaks: The Return                                             | Вільям Гастінгс                       |
| 2017  | мф | Lego Scooby-Doo! Blowout Beach Bash                                | Lego Scooby-Doo! Blowout Beach Bash                                | Норвілл «Шеґґі» Роджерс (озвучування) |
| 2018  | мф | Scooby-Doo! & Batman: The Brave and the Bold                       | Scooby-Doo! & Batman: The Brave and the Bold                       | Норвілл «Шеґґі» Роджерс (озвучування) |
| 2018  | мф | Scooby-Doo! and the Gourmet Ghost                                  | Scooby-Doo! and the Gourmet Ghost                                  | Норвілл «Шеґґі» Роджерс (озвучування) |
| 2019  | мф | Scooby-Doo! and the Curse of the 13th Ghost                        | Scooby-Doo! and the Curse of the 13th Ghost                        | Норвілл «Шеґґі» Роджерс (озвучування) |
| 2019  | мф | Scooby-Doo! Return to Zombie Island                                | Scooby-Doo! Return to Zombie Island                                | Норвілл «Шеґґі» Роджерс (озвучування) |
| 2020  | мф | Happy Halloween, Scooby-Doo!                                       | Happy Halloween, Scooby-Doo!                                       | Норвілл «Шеґґі» Роджерс (озвучування) |
| 2021  | мф | Scooby-Doo! The Sword and the Scoob                                | Scooby-Doo! The Sword and the Scoob                                | Норвілл «Шеґґі» Роджерс (озвучування) |
| 2021  | ф  | Це все він                                                         | He's All That                                                      | директор Босх                         |
| 2021  | мф | Straight Outta Nowhere: Scooby-Doo! Meets Courage the Cowardly Dog | Straight Outta Nowhere: Scooby-Doo! Meets Courage the Cowardly Dog | Норвілл «Шеґґі» Роджерс (озвучування) |
| 2022  | ф  | Крик                                                               | Scream                                                             | (голос)                               |
| 2022  | мф | Trick or Treat Scooby-Doo!                                         | Trick or Treat Scooby-Doo!                                         | Норвілл «Шеґґі» Роджерс (озвучування) |
| 2023  | ф  | П'ять ночей у Фредді                                               | Five Nights at Freddy's                                            | Вільям Афтон                          |
| 2024  | ф  | Життя Чака                                                         | The Life of Chuck                                                  | Гас                                   |
| 2025  | ф  | П'ять ночей у Фредді 2                                             | Five Nights at Freddy's 2                                          | Вільям Афтон                          |
| 2025  | вг | Dead by Daylight                                                   | Dead by Daylight                                                   | Вільям Афтон/Спрінгтрап               |
| 2026  | ф  | Крик 7                                                             | Scream 7                                                           | Стюарт Мейхер                         |